# Дэвис, Тейлор
Тейлор Дэ́вис (англ. Taylor Davis; род. 20 марта 1987) — американская скрипачка, аранжировщик и композитор. Наиболее известна в качестве исполнителя кавер-версий музыкальных произведений из видеоигр, мюзиклов и кинофильмов, которые она публикует на своём канале на YouTube.
В течение 2012 года Дэвис выпустила два альбома и несколько синглов. Первый альбом «Gaming Fantasy» включал в себя мотивы из различных видеоигр, аранжированные Дэвис для скрипки. Спустя шесть месяцев вышел второй альбом «An Enchanted Christmas». В январе 2013 появился совместный альбом «Game On: 2 Player mode», который Дэвис записала в паре с австралийской пианисткой Ларой де Вит. В июле 2013 года вышел «Legendary Movie Music», а в ноябре 2013 «Melodies of Hyrule». Последние два альбома Дэвис выпустила в сотрудничестве с композитором Адамом Габманом.

## Биография
Тейлор Дэвис родилась в городе Уэстерн-Спрингс, Иллинойс. Желание учиться игре на скрипке возникло у Дэвис в начальной школе, после того как будущая исполнительница увидела выступление молодой скрипачки с рождественской композицией Тихая ночь (нем. Stille Nacht). В период обучения в старших классах Дэвис училась играть на скрипке, используя в качестве образца музыку из видеоигр. В дальнейшем публично выступала перед участниками школьного квартета и участниками квартета колледжа, исполняя саундтрек из Последней фантазии.
В колледже большую часть времени Дэвис посвящала учёбе, уделяя репетициям гораздо меньше времени. Окончив колледж по специальности «Связи с общественностью», Дэвис всерьёз задумалась о карьере в медиаиндустрии. Некоторое время пыталась найти работу в музыкальных студиях в качестве композитора саундтреков для фильмов и видеоигр. Поиски не принесли успеха, и Дэвис вернулась к прежнему увлечению, возобновив репетиции и публикуя новые кавер-версии музыкальных произведений на YouTube.
В 2012 году Тейлор Дэвис вместе с Ларой де Вит и Кайлом Лэндри была приглашена в качестве музыкального исполнителя на открытие шестнадцатой международной выставки компьютерных игр в Лос-Анджелесе.
2 апреля 2014 года Тейлор Дэвис впервые публично выступила в джаз-клубе Yoshi в Сан-Франциско.

## Дискография

### Альбомы

#### Gaming Fantasy (2012)
1. Skyrim Theme
2. Brothers (Fullmetal Alchemist)
3. Metal Gear Saga
4. Dearly Beloved (Kingdom Hearts)
5. Cid’s Theme (Final Fantasy VII)
6. Time’s Scar (Chrono Cross)
7. To Zanarkand (Final Fantasy X)
8. Sadness and Sorrow (Naruto)
9. Roses of May (Final Fantasy IX)
10. Ezio’s Family (Assassin’s Creed 2)
11. Frog’s Theme (Chrono Trigger)
12. Zelda Medley
13. Chrono Trigger Theme
14. Hikari (Kingdom Hearts)
15. Sadness and Sorrow (Naruto)
16. Grief and Sorrow (Naruto)

#### An Enchanted Christmas (2012)
1. Carol of the Bells
2. The Christmas Song
3. Silent night
4. Greensleeves
5. Let It Snow, Let it Snow, Let it Snow!
6. Silver Bells
7. O Holy Night
8. Have Yourself a Merry Little Christmas
9. O Little Town of Bethlehem
10. White Christmas
11. I Saw Three Ships
12. Hark the Herald Angels Sing
13. I Heard the Bells on Christmas Day
14. Auld Lang Syne Scottish Medley

#### Game On: 2 Player Mode (2013)
Тейлор Дэвис и Лара де Вит
1. Assassin’s Creed 3 Theme
2. Passion (Kingdom Hearts II)
3. Fairy Tail Theme
4. Aeris’ Theme (Final Fantasy VII)
5. Guile’s Theme (Street Fighter II)
6. Sons of Liberty (Metal Gear Solid 2)
7. Roxas (Kingdom Hearts II)
8. Chocobo Medley
9. To Galaxy (Halo 4)
10. An End, Once and for All (Mass Effect 3)
11. Pokémon Theme
12. Eyes on Me (Final Fantasy VIII)
13. Song of Storms (Zelda OoT)

#### Legendary Movie Music (2013)
1. He’s a Pirate (From «Pirates of the Caribbean»)
2. Hedwig’s Theme (From «Harry Potter»)
3. Now We Are Free (From «Gladiator»)
4. Lux Aeterna (From «Requiem for a Dream»)
5. My Heart Will Go On (From «Titanic»)
6. Duel of the Fates (From «Star Wars»)
7. Jurassic Park Theme
8. James Bond Theme
9. Mission Impossible Theme
10. For the Love of a Princess (From «Braveheart»)
11. Concerning Hobbits (From «The Lord of the Rings»)
12. Raiders March (From «Indiana Jones»)
13. The Avengers Theme (From «Avengers»)

#### Melodies of Hyrule (2013)
1. Gerudo Valley (From «Ocarina of Time»)
2. Bolero of Fire (From «Ocarina of Time»)
3. Song of Time and Song of Storms (From «Ocarina of Time»)
4. Dragon Roost Island (From «the Wind Waker»)
5. Kokiri Forest (From «Ocarina of Time»)
6. Great Fairy Fountain
7. Zelda’s Lullaby
8. Midna’s Lament (From «Twilight Princess»)
9. Nocturne of Shadow (From «Ocarina of Time»)
10. Serenade of Water (From «Ocarina of Time»)
11. Sheik’s Theme (From «Ocarina of Time»)
12. Lon Lon Ranch (From «Ocarina of Time»)
13. Dark World Theme (From «a Link to the Past»)
14. Ballad of the Goddess (From «Skyward Sword»)
15. Tal Tal Heights and the Legend of Zelda Main Theme
16. Lost Woods (From «Ocarina of Time»)

#### The Anime and Game Collection (2014)
1. Dr. Wily’s Castle (From "Mega Man 2″)
2. Grief and Sorrow (From «Naruto»)
3. The Last of Us Theme
4. Attack on Titan Theme
5. Lilium (From «Elfen Lied»)
6. Fairy Tail Slow Theme
7. Merry-Go-Round of Life (From «Howl’s Moving Castle»)
8. From Past to Present (From «Skyrim»)
9. Angel Beats! Theme
10. Cosmo Canyon (From «Final Fantasy VII»)
11. The Path of Wind (From «My Neighbor Totoro»)
12. Binks’ Sake (From «One Piece»)
13. Halo 2 Theme
14. Fairy Tail Theme Remix (Bonus Track)

### Синглы
Тейлор Дэвис
1. Grief and Sorrow Released February 16, 2012
2. Zelda Medley Released March 7, 2012
3. Ezio’s Family Released March 30, 2012
4. Arrival to Earth (Transformers) Released June 28, 2012
5. Wide Awake (Violin Version) Released November 5, 2012
6. Promentory (Last of the Mohicans Theme) Released November 26, 2012
7. Journey Medley Released February 14, 2013
8. Game of Thrones Theme Released March 26, 2013
9. Elizabeth’s Theme Medley (Bioshock Infinite) Released April 23, 2013
10. Downton Abbey Theme Released May 2, 2013
11. Nebulous (Original Song) Released July 16, 2013
12. The Avengers Theme Released August 27, 2013
13. Misty Mountains Released August 27, 2013
14. Awakening Released June 6, 2014

Тейлор Дэвис и Лара де Вит
1. Assassin’s Creed 3 Theme Released November 7, 2012
2. Halo 4: To Galaxy Released November 9, 2012
3. The Phantom of the Opera Medley Released August 27, 2013

Тейлор Дэвис и Питер Холлинз
1. The Rains of Castamere Released June 7, 2013
2. World of Warcraft Medley Released January 7, 2014